# 暗齿舟蛾属
暗齿舟蛾属（学名：Allodontoides）是舟蛾科的一属。

## 下属物种
本属包括以下物种：
- 暗齿舟蛾 Allodontoides tenebrosa (Moore, 1866)